# رأب البظر
رأب البظر (بالإنجليزية: Clitoroplasty)‏ هي عملية جراحية لإنشاء البظر للنساء المتحولات جنسيا، كجزء من جراحة إعادة تحديد الجنس، أو لإصلاح الأضرار الناجمة عن الختان.
قد ترغب النساء والفتيات المصابات بفرط التنسج الكظرية الخلقي أيضًا في تصحيح حجم البظر، وأن يكون أكثر اتساقًا مع التشريح الأنثوي القياسي.